# Mihintale

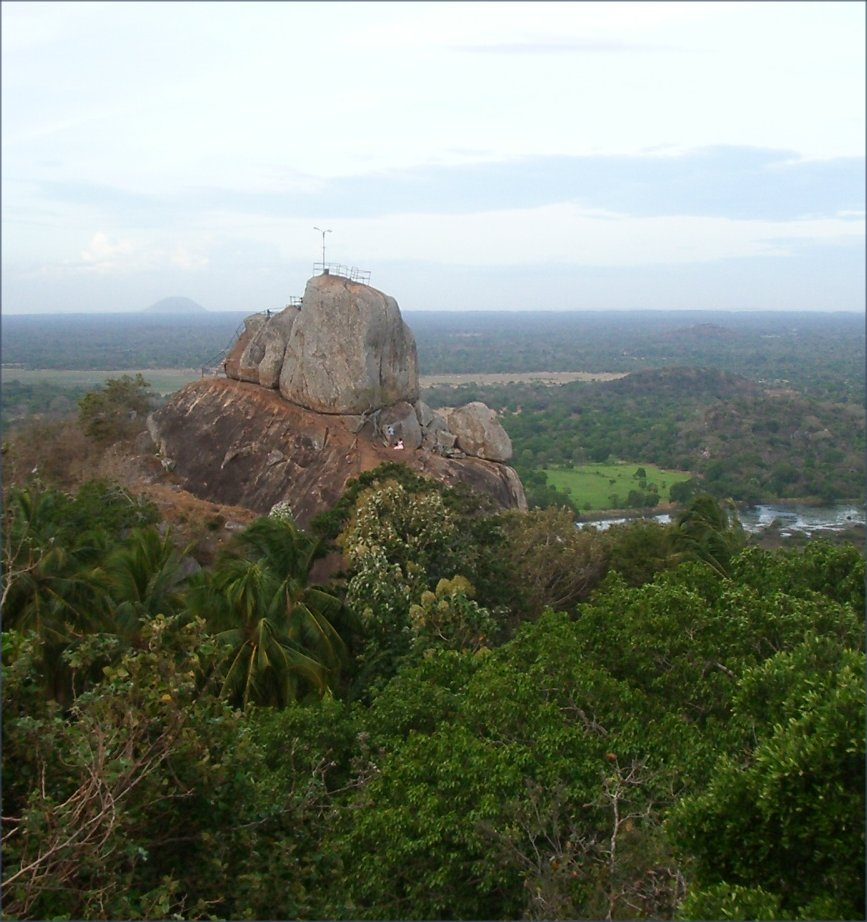
Mihnitale

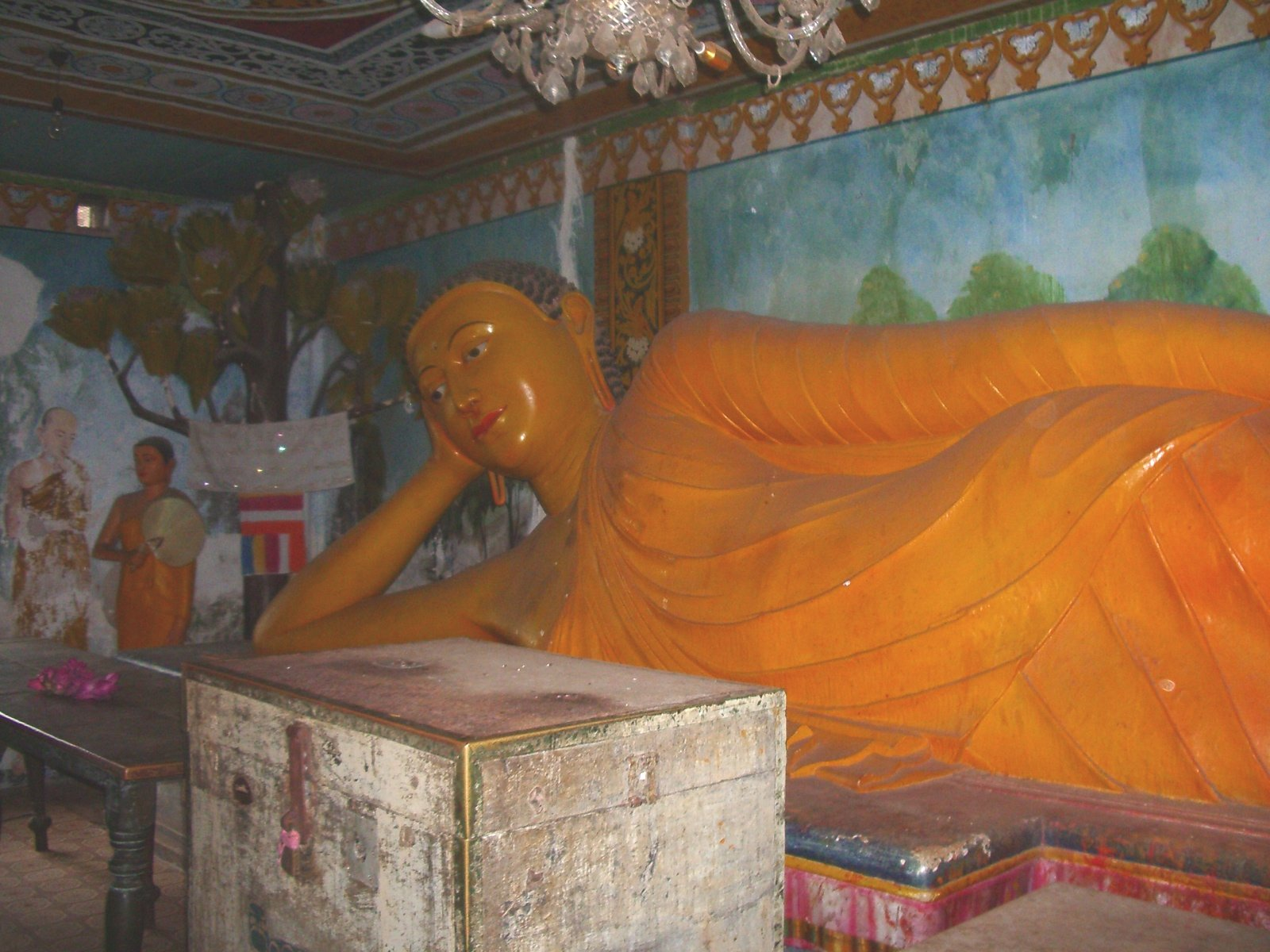
Liegender Buddha

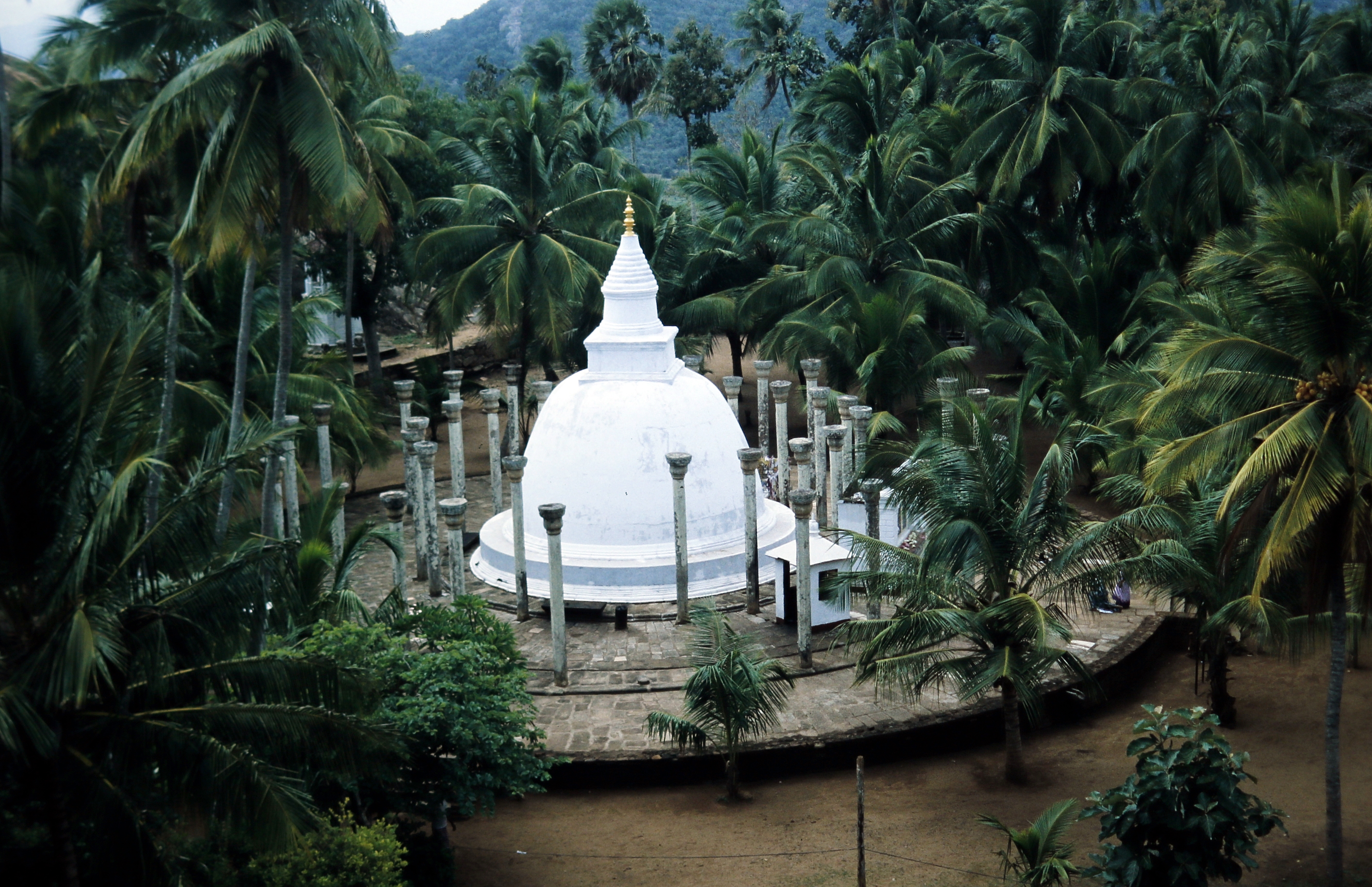
Ambasthala Dagoba in Mihintale

Mihintale ist eine der ältesten Anlagen des Buddhismus in Sri Lanka. Das buddhistische Kloster liegt auf dem Missaka Berg 7 km östlich von Anuradhapura.
Der Mönch Mahinda wurde vom indischen König Ashoka ausgesandt um Sri Lanka den Buddhismus zu verkünden. Als sich der König Devanampia Tissa auf der Jagd befand und einen Hirsch verfolgte, stand plötzlich Mahinda vor ihm. Durch ein Gespräch mit ihm wurde er zum Buddhismus bekehrt. Er ließ auf dem Hügel eine große Klosteranlage errichten, darunter eine Dagoba aus dem 2. Jahrhundert vor Christus.